# Хејли (Ајдахо)
Хејли (енгл. Hailey) град је у америчкој савезној држави Ајдахо.

## Демографија
По попису из 2010. године број становника је 7.960, што је 1.76 (28,4%) становника више него 2000. године.
| Група             | 2000.         | 2010.         |
| Белци             | 5.303 (85,5%) | 5.568 (69,9%) |
| Афроамериканци    | 16 (0,3%)     | 14 (0,2%)     |
| Азијати           | 67 (1,1%)     | 60 (0,8%)     |
| Хиспаноамериканци | 741 (12,0%)   | 2.237 (28,1%) |
| Укупно            | 6.200         | 7.960         |